# Robert Donat
Friedrich Robert Donat, född 18 mars 1905 i Withington, Manchester, Storbritannien, död 9 juni 1958 i London, var en brittisk skådespelare.

## Biografi
Robert Donats far var polsk invandrare, hans mor engelska. Han led av svår stamning och som elvaåring började han ta tallektioner, vilket resulterade i att han fick en osedvanligt vacker röst som så småningom skulle göra honom till en av Storbritanniens främste skådespelare.
16 år gammal gjorde han scendebut och spelade sedan med i Shakespeareuppsättningar och andra klassiska roller vid landsortsteatrar innan debuten i London 1930. Donat, som var en lång, mörk och stilig man, uppmärksammades snabbt av olika filmproducenter. Han gjorde sin filmdebut 1933 med Kvinnorna kring kungen av Alexander Korda.
Efter en kort Hollywood-karriär kom han tillbaka till Storbritannien och gjorde Hitchcocks De 39 stegen (1935). Han kom sedan att medverka i flera av Storbritanniens bästa filmer under 1930-talet. År 1939 vann han en Oscar för bästa manliga huvudroll för sin roll i Adjö, Mr Chips, där han under filmens gång åldrades från 25 till 83 år.
Donat hindrades i sin filmkarriär av astma och dåligt självförtroende. Han avvisade fler filmroller än han antog. Under inspelningen av sin sista film Värdshuset Sjätte Lyckan var han allvarligt sjuk och klarade nätt och jämnt av inspelningen med hjälp av syrgastuber. Ironiskt nog var hans sista replik i filmen: "We shall not see each other again, I think. Farewell." Han avled 53 år gammal, innan filmen haft premiär.

## Filmografi i urval
- 1933 – Kvinnorna kring kungen
- 1934 – Greven av Monte Cristo
- 1935 – De 39 stegen
- 1935 – Spöket reser västerut
- 1938 – Citadellet
- 1939 – Adjö, Mr. Chips
- 1942 – Moln över England
- 1945 – Gryning över London
- 1947 – Kapten Boycott
- 1948 – Fallet Winslow
- 1951 – Det mörka rummet
- 1958 – Värdshuset Sjätte Lyckan